# Йорданов, Асен
Асен Йорданов (Ассен Джорданов; болг. Асен Христов Йорданов, англ. Assen «Jerry» Jordanoff; 2 сентября 1896, София — 19 октября 1967, Уайт-Плейнс, Нью-Йорк, США) — американский авиатор болгарского происхождения.
Главный конструктор самолёта Boeing B-29 Superfortress.
(Откуда информация о том, что он главный конструктор В-29? Он никогда даже не работал на Боинг!  Англоязычная Вики описывает его вклад только как автора руководств по эксплуатации и пилотированию разных самолетов - "technical writer".)

## Биография
Болгарин по национальности, родился в Софии в семье инженера-химика. Учился в Гренобле и в Париже у французского лётчика-конструктора Луи Блерио. Построил первый болгарский планёр (в 16 лет), а затем первый болгарский самолёт «Йорданов-1», который был принят на вооружение. Всего построили несколько десятков машин. Старшим подростком в качестве добровольца участвовал во Второй балканской войне, на которой был шофёром.
После окончания лётного училища и получения чина лейтенанта участвовал в Первой мировой войне, за боевые вылеты получил несколько наград, включая орден за храбрость. В 1920-х годах прилетел в США (изначально для участия в кругосветном перелёте на приз в один миллион долларов), решил там остаться для продолжения инженерно-авиационного образования.
Стал автором множества изобретений, некоторые из которых серьезно опередили своё время (например, беспроводной телефон Jordaphone), хотя многие не были завершены бизнесменом (имел собственные компании).
Был женат три раза, два первых брака закончились разводами.

## Книги
А. Йорданов — автор множества книг и учебников для летчиков. В 1930—1940-е годы его иллюстрированные книги по проблемам авиации были очень популярны и выходили большими тиражами. В СССР издавались его книги «Ваши крылья» и «Полёты в облаках».

### Список трудов
- Assen Jordanoff, Flying and how to do it, Grosset & Dunlap, New York, 1932, 1936, 1940 / Полёты и как это делается
- Assen Jordanoff, Your Wings, Funk and Wagnalls, 1936, 1939—1940, 1942 / Ваши крылья
- Assen Jordanoff, Through the Overcast: The Weather and the Art of Instrument Flying, Funk and Wagnalls, New York — London, 1938—1939, 1940—1941, 1943 / Погода и искусство инструментального полёта
- Assen Jordanoff, Safety in Flight, Funk & Wagnalls, New York — London, 1941, 1942 / Безопасность в полёте
- Assen Jordanoff, Jordanoff’s Illustrated Aviation Dictionary, Harper & Brothers, New York — London, 1942 / Иллюстрированный авиационный словарь Джорданова
- Assen Jordanoff, The man behind the Flight: A ground course for aviation mechanics and airmen, Harper & Brothers, New York — London, 1942 / Человек, ответственный за полёт: Наземный курс для авиамехаников и авиаторов* Assen Jordanoff, Power and Flight, Harper & Brothers, New York — London, 1944 / Энергия и полёт
- Assen Jordanoff, Men and Wings, Curtiss — Wright, New York, 1942. / Люди и крылья.